# Яв Єбоа
Яв Єбоа (англ. Yaw Yeboah, нар. 28 березня 1997, Аккра) — ганський футболіст, нападник американського клубу Major League Soccer «Лос-Анджелес» та національної збірної Гани. Виступав також за низку клубів з різних країн.

## Клубна кар'єра
Яв Єбоа народився 1997 року в місті Аккра. У 2014 році Єбоа перебрався до академії англійського клубу «Манчестер Сіті». У 2015 році керівництво клубу віддало ганського нападника в оренду до французького клубу «Лілль», а в 2016—2018 роках футболіст грав у оренді в нідерландському клубі «Твенте» та іспанській команді «Реал Ов'єдо».
У 2018 році Яв Єбоа на правах постійного контракту перейшов до складу іспанського клубу «Нумансія», який в 2019 віддав гравця в оренду до іншого іспанського клубу «Сельта Б». У 2020 році ганський нападник перейшов до польського клубу «Вісла» (Краків), у якому виступав до 2022 року.
У 2022 році Єбоа став гравцем клубу Major League Soccer «Коламбус Крю», у складі якого в 2023 році став володарем Кубка МЛС, а в 2024 році став володарем Кубка Ліг. З 2025 року ганський нападник грає у складі іншої команди MLS «Лос-Анджелес».

## Виступи за збірні
У 2015 році Яв Єбоа грав у складі молодіжної збірної Гани на молодіжному чемпіонаті Африки, за яку зіграв у 10 матчах, та забив 5 голів.
З 2019 року Єбоа грає у складі національної збірної Гани, але виступає в її складі нерегулярно, провівши з цього часу в складі національної збірної 4 матчі, в яких забитими голами не відзначився.

## Титули і досягнення
- Переможець Кубка МЛС (1):

«Коламбус Крю»: 2023
- Володар Кубка Ліг (1):

«Коламбус Крю»: 2024